# Сан-Жуан-Батишта (Томар)
Сан-Жуан-Батишта (порт. São João Baptista) — район (фрегезия) в Португалии, входит в округ Сантарен. Является составной частью муниципалитета Томар. По старому административному делению входил в провинцию Рибатежу. Входит в экономико-статистический субрегион Медиу-Тежу, который входит в Центральный регион. Население составляет 6103 человека на 2001 год. Занимает площадь 13,05 км².